# Villa Opicina (stacja kolejowa)
Villa Opicina (sl. Opčine) – stacja kolejowa w Villi Opicinie w Friuli-Wenecji Julijskiej we Włoszech przy via della Ferrovia.
Stacja posiada połączenie z Lublaną, które jest obsługiwane przez Slovenske železnice.